# MB Béjaïa
MB Béjaïa (arabiska: مشعل بلدية بجاية, franska: Mechâal Baladiat Béjaïa, ungefär Béjaïas kommuns fackla) är en volleybollklubb från Béjaïa, Algeriet. Klubben grundades 1977. Herrlaget vann arabiska klubbmästerskapet 2012. Samma år vann de algeriska mästerskapet. De har också vunnit algeriska cupen två gånger (2006 och 2008). Damlaget vann (precis som herrlaget) algeriska mästerskapet 2012. 